# Richard Kenneth Brummitt
Richard Kenneth „Dick“ Brummitt (* 22. Mai 1937 in Liverpool; † 18. September 2013) war ein britischer Botaniker. Sein botanisches Autorenkürzel lautet „Brummitt“.

## Leben und Wirken
Brummitt arbeitete am Herbarium der Royal Botanic Gardens in Kew. Zu seinen Arbeitsschwerpunkten zählten die Flora Zambesiaca, die afrikanischen Vertreter der Hülsenfrüchtler (Fabaceae), die Pflanzengattung der Zaunwinden (Calystegia) sowie generell die botanische Nomenklatur. Sein 1992 zusammen mit C. Emma Powell herausgegebenes Standardwerk der botanischen Nomenklatur Authors of Plant Names wird seit 1998 auch als Datenbank International Plant Names Index (IPNI) bei den Royal Botanic Gardens in Kew geführt.

## Schriften (Auswahl)
- R. K. Brummitt: Index to European taxonomic literature. 1966, 1968, 1969 (ab 1968 zusammen mit Ian Keith Ferguson; erschienen in Regnum Vegetabile).
- R. K. Brummitt, C. E. Powell: Authors of plant names. A list of authors of scientific names of plants, with recommended standard forms of their names, including abbreviations. Royal Botan. Gardens, Kew 1992, ISBN 0-947643-44-3.
- R. K. Brummitt: Vascular plant families and genera. Royal Botan. Gardens, Kew 1992, ISBN 0-947643-43-5.
- R. K. Brummitt: World Geographical Scheme for Recording Plant Distributions. TDWG, 2001

## Belege
- Robert Zander: Zander Handwörterbuch der Pflanzennamen. Hrsg.: Fritz Encke, Günther Buchheim, Siegmund Seybold. 13., neubearbeitete und erweiterte Auflage. Eugen Ulmer, Stuttgart 1984, ISBN 3-8001-5042-5.